# Lingue salomoniche nord-occidentali
Le lingue salomoniche nord-occidentali costituiscono un gruppo di lingue oceaniche, parlate in una zona comprendente le province di Bougainville, Buka, Choiseul, Nuova Giorgia e Santa Isabel.

## Classificazione

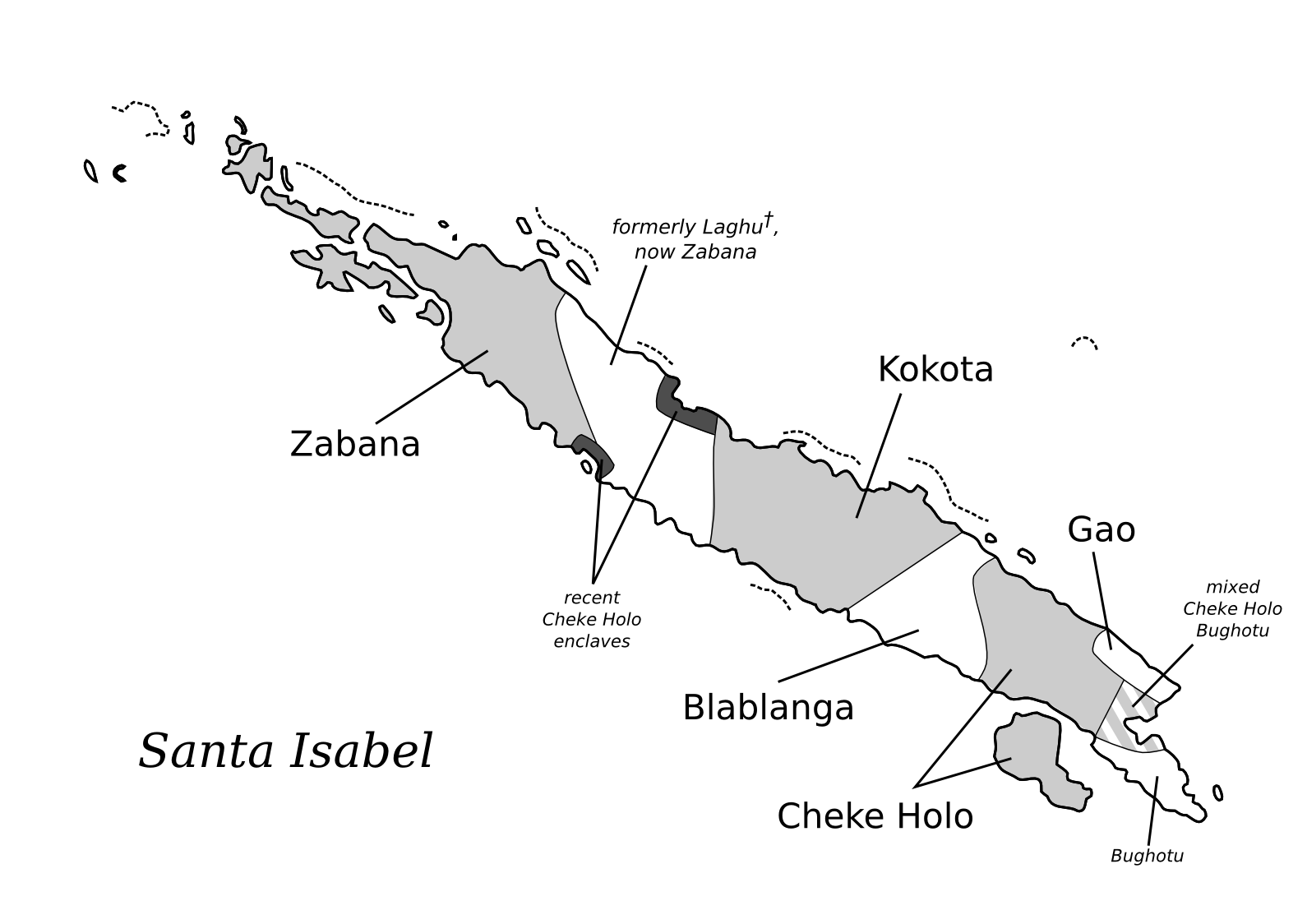
Lingue di Santa Isabel

Le lingue salomoniche nord-occidentali sono così raggruppate:
- nehan-Bougainville settentrionale (linkage)
  - nehan (nissan)
  - saposa-tinputz: hahon, saposa (taiof)–teop, tinputz
  - buka: halia–hakö, petats
  - papapana
  - solos
- famiglia piva-bannoni: piva, bannoni
- famiglia mono-uruava: mono-alu, torau, uruava
- Choiseul (linkage):  babatana (sisingga incluso)–ririo, vaghua–varisi
- famiglia Nuova Georgia - Ysabel
  - Nuova Georgia (linkage)
  - Ysabel (linkage): zabana, laghu, kokota, blablanga, cheke holo, gao, zazao